# Płaskowyż Witimski
Płaskowyż Witimski (ros. Витимское плоскогорье) – płaskowyż w azjatyckiej części Rosji, w Buriacji i obwodzie czytyjskim.
Leży w dorzeczu górnego Witimu; otoczony przez wyższe góry: od północy Góry Stanowe, od wschodu Olokmiński Stanowik, od południa Góry Jabłonowe, od zachodu Góry Ikackie. Składa się z szerokich grzbietów o wysokości 1200–1600 m n.p.m. poprzecinanych dolinami rzek. Uformowany podczas orogenezy bajkalskiej; zbudowany z łupków metamorficznych, granitów i bazaltów.
Na Płaskowyżu Witimskim znajduje się wiele jezior (niektóre słone) i kilkanaście stożków wygasłych wulkanów; w gruncie wieczna zmarzlina; w wyższych partiach tajga modrzewiowa, w niższych łąki i bagna; występują złoża rud żelaza.